# Die Auswanderer (Hübner)
Die Auswanderer, auch Deutsche Auswanderer nehmen Abschied von den Gräbern der Ihrigen, ist der Titel eines Genre- und Landschaftsbildes von Carl Wilhelm Hübner aus dem Jahr 1846. Es zeigt die Abschiedsszene einer Familie am Grab von Angehörigen während einer Massenauswanderung in der Kulisse einer deutschen Mittelgebirgslandschaft.

## Beschreibung und Bedeutung
Mit traurigen Gesichtsausdrücken nimmt eine Familie, bestehend aus Vater, Mutter, Tochter und Sohn, Abschied vom Grab ihrer Angehörigen. Das Grabmal, ein schlichtes Holzkreuz, steht windschief auf dem sandigen Friedhof einer alten Dorfkirche. Die eingefallenen Umfassungsmauern des Friedhofs, die Kargheit des trockenen Bodens und sein magerer Bewuchs versinnbildlichen die Armut und das harte, entbehrungsreiche Dasein, das die Familie bislang fristete. Ihre wenigen Habseligkeiten haben sie nun zur Auswanderung gepackt. Ein Zettel auf einer Schachtel im Vordergrund links, der die Aufschrift „London Neuyork“ trägt, kündet davon, dass die Ausreise in die Neue Welt in Form einer Schiffspassage von London nach New York bevorsteht.
Im Hintergrund rechts zeigt die Darstellung einen Treck von Auswanderern, darunter auch einen schwer beladenen Karren, der mit Baumzweigen geschmückt ist. Dass die Kolonne der Auswanderer ein größeres Ausmaß angenommen hat, verdeutlicht die aufgewirbelte Staubwolke. Zwei stark angeheiterte Männer, die am Rande des Zugs tanzen, erheben feiernd ihre Weinflaschen und ein Taschentuch zum Gruß. Sie repräsentieren wohl Bauern, die durch die Auswanderung ihrer Nachbarn günstig an Grund und Boden gekommen sind. Links nähern sich zwei Jäger auf Pferden mit einem Jagdhund. Sie sind Vertreter des örtlichen Adels und werden durch einen Mann am Wegesrand auf das Geschehen hingewiesen. Die hinter ihnen abgebildete Burg, ebenfalls ein Symbol der adeligen Grundherrschaft, der sich die Auswanderer nunmehr entziehen, leitet den Blick des Betrachters auf die weite, sommerliche Tallandschaft, in der sich ein Fluss am Horizont verliert. Die fruchtbare Talebene im warmen Sonnenlicht, in deren Richtung sich der Auswandererzug bewegt, kann als Symbol der Verheißung einer glücklichen Zukunft gedeutet werden.

## Entstehung, Rezeption und Provenienz

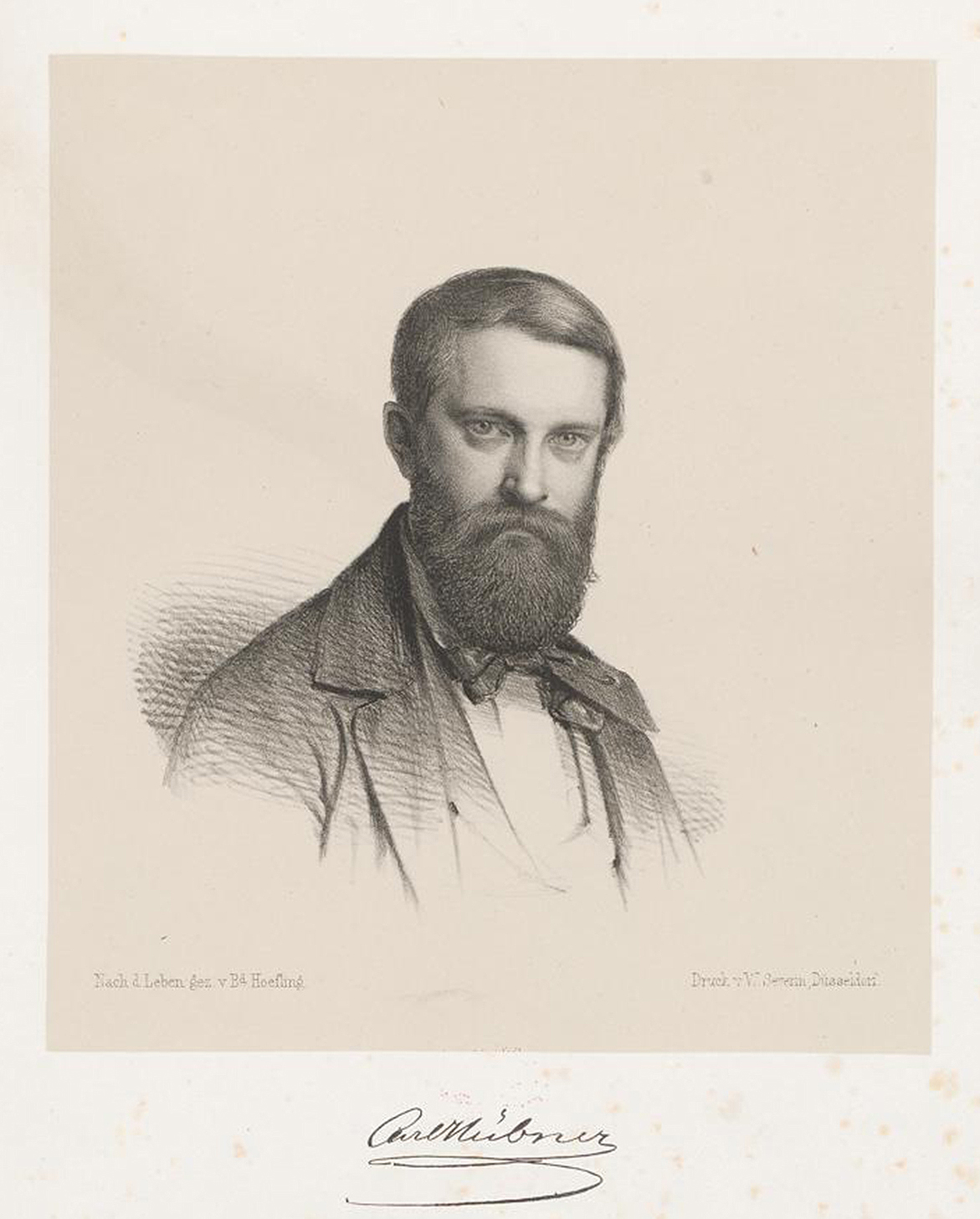
Carl Wilhelm Hübner, gezeichnet von Bernhard Höfling und lithografiert von Wilhelm Severin, 1853

Carl Wilhelm Hübner, der Schöpfer des Gemäldes, hatte 1844 durch sein Bild Die schlesischen Weber auf den Pauperismus, die wirtschaftlichen Nöte einfacher Menschen seiner Zeit, aufmerksam gemacht und mit dieser Malerei trotz des kritischen Vorwurfs der Agitation und der Tendenzmalerei seinen künstlerischen Durchbruch erzielt. Im Stil der elegischen Trauersujets der Düsseldorfer Malerschule, wie sie Carl Friedrich Lessing etwa durch Das trauernde Königspaar (1830) oder Eduard Bendemann etwa durch Die trauernden Juden im Exil (1832) vorexerziert hatten, entwickelte Hübner sein Motiv im Kontext des zeitgenössischen Auswanderungsgeschehens. Ein prominentes Auswanderungsprojekt der 1840er Jahre, das besonders in den Rheinlanden von sich reden machte, war beispielsweise die Kampagne des Mainzer Adelsvereins, der seit 1842 eine Emigration nach Texas propagierte. Angeregt wurde Hübner zu seinem Bild durch ein Gedicht, das der Dichter Wolfgang Müller von Königswinter 1842 in der Rheinischen Zeitung veröffentlicht hatte. In dessen zweiter Strophe heißt es:
Grüßt Land und Dorf zum letzten Mal,

Das Haus, das euch das Leben gab,

Den Berg, das Feld, den Fluß im Thal,

Im Kirchhof jedes liebe Grab.

Noch eine Handvoll Erde her,

Im Herzen der Erinn’rung Pfand!

Wir suchen über’m großen Meer

Ein neues freies Vaterland!

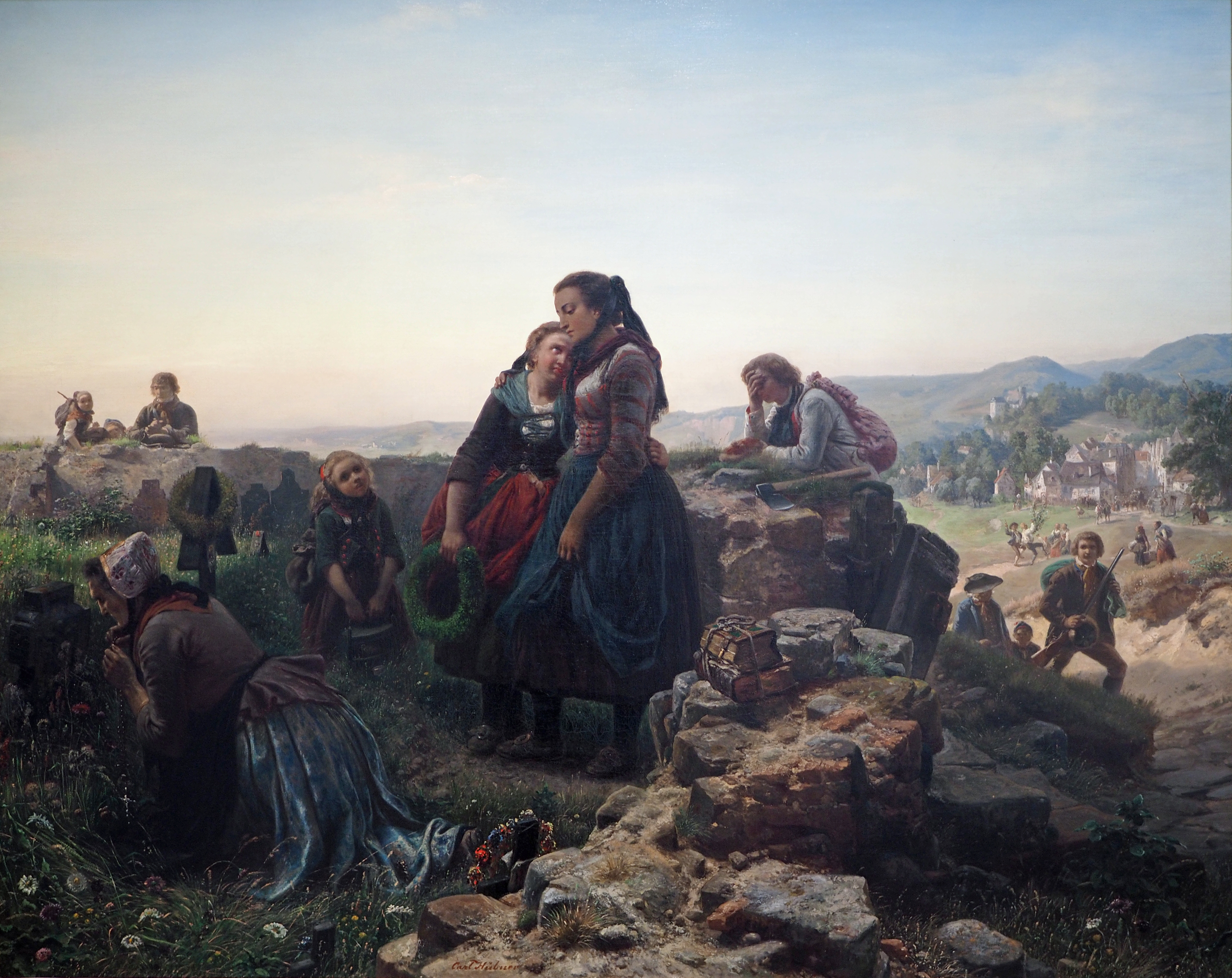
Abschied der Auswanderer, 1855, Kunstforum Ostdeutsche Galerie

Bei seiner Veröffentlichung war das Gedicht mit einer Fußnote versehen: „Der Leser möge sich an die Nachrichten erinnern, welche vor nicht langer Zeit in Betreff der Auswanderungen aus der Eifel und dem Ahrtal von mehreren Blättern mitgetheilt wurden.“
Noch im Entstehungsjahr wurde die erste Fassung des Motivs von der Nationalgalerie Oslo erworben. In einer Abwandlung der ersten Fassung schuf Hübner 1847 ein weiteres Gemälde mit dem Auswanderermotiv in den Maßen 131 × 105 cm. In dieser Komposition fokussierte er den Blick des Betrachters stärker auf eine Gruppe trauernder Menschen, die er entlang einer raumbildenden Friedhofsmauer positionierte und in Mimik und Gestik stärker ausdifferenzierte. Dieses Bild wurde 1855 auf der Pariser Weltausstellung und 1861 auf der II. Allgemeinen Kunstausstellung in Köln gezeigt. 1862 war das Motiv auf der Internationalen Kunstausstellung in London zu sehen.
1855 schuf Hüber auf der Grundlage der zweiten Fassung eine weitere Fassung, genannt Abschied der Auswanderer, die als Leihgabe der Bundesrepublik Deutschland in das Kunstforum Ostdeutsche Galerie gelangte.